# Тейлор (округ, Техас)
Шаблон:StateAbbr_ 32°19′ пн. ш. 99°53′ зх. д. / 32.31° пн. ш. 99.88° зх. д.
Округ  Тейлор (англ. Taylor County) — округ (графство) у штаті Техас, США. Ідентифікатор округу 48441.

## Історія
Округ утворений 1878 року.

## Демографія
За даними перепису 2000 року загальне населення округу становило 126555 осіб, зокрема міського населення було 109658, а сільського — 16897. Серед мешканців округу чоловіків було 61342, а жінок — 65213. В окрузі було 47274 домогосподарства, 32537 родин, які мешкали в 52056 будинках. Середній розмір родини становив 3,07.
Віковий розподіл населення поданий у таблиці:
| Стать    | До 15 років | 15-21 | 22-29 | 30-39 | 40-49 | 50-65 | 65-85 | Понад 85 |
| -------- | ----------- | ----- | ----- | ----- | ----- | ----- | ----- | -------- |
| Чоловіки | 14098       | 8354  | 7807  | 8738  | 8367  | 7737  | 5685  | 556      |
| Жінки    | 13578       | 8493  | 7376  | 8778  | 8810  | 8704  | 7992  | 1482     |

## Суміжні округи
- Джонс — північ
- Шекелфорд — північний схід
- Каллеген — схід
- Коулман — південний схід
- Раннелс — південь
- Нолан — захід
- Фішер — північний захід

## Виноски
1. ↑  U.S. Decennial Census. United States Census Bureau. Процитовано 11 травня 2015.
2. ↑  Texas Almanac: Population History of Counties from 1850–2010 (PDF). Texas Almanac. Процитовано 11 травня 2015.
3. ↑  State & County QuickFacts. United States Census Bureau. Архів оригіналу за 18 жовтня 2011. Процитовано 26 грудня 2013. [Архівовано 2011-10-18 у Wayback Machine.](англ.) Наведено за англійською вікіпедією.
4. ↑  American FactFinder. Бюро перепису населення США. Архів оригіналу за 26 лютого 2012. Процитовано 31 січня 2008. [Архівовано 2008-05-21 у Wayback Machine.]

| США | Це незавершена стаття з географії США. Ви можете допомогти проєкту, виправивши або дописавши її. |